# 全国金融産業労働組合
全国金融産業労働組合（ぜんこくきんゆうさんぎょうろうどうくみあい、略称：金融ユニオン（きんゆうユニオン））は、東京都千代田区に本部を置く日本の労働組合である。略称は金融ユニオンであるが、金融労連の略称も存在しており、こちらは一般的に全労連加盟の全国金融労働組合連合会の略称として使われている。

## 概要
1991年2月16日に銀行産業労働組合（ぎんこうさんぎょうろうどうくみあい、略称：銀産労）として結成された。
全国の銀行産業（銀行及び協同組織金融機関）とその関連会社で働く全ての労働者を対象に組織され、正社員だけでなく、臨時・嘱託・パート・派遣労働者・出向者など誰でも加入できる労働組合である（企業別労働組合ではなく、自らの意思に基づき加入する個人加盟の全国単一組合）。
2009年8月29日に、全国金融一般労働組合・北海道金融労働組合・北陸信用金庫個人加盟労働組合・近畿信用金庫信用組合労働組合と統合し、全国金融産業労働組合に改称した。

## 機関紙
- 金融ユニオン

## 役員
- 中央執行委員長 黒田清美
- 書記 大谷邦孝
- 書記 甲賀邦夫

## 関連書籍
- 銀行を訴えた銀行員たちちばぎんの差別に抗して30年（著者：ちばぎん裁判原告団、出版社：東銀座出版社）
- 誇り高き平社員人生のすすめ（著者：小磯彰夫、出版社：花伝社）